# Regeringsbrood

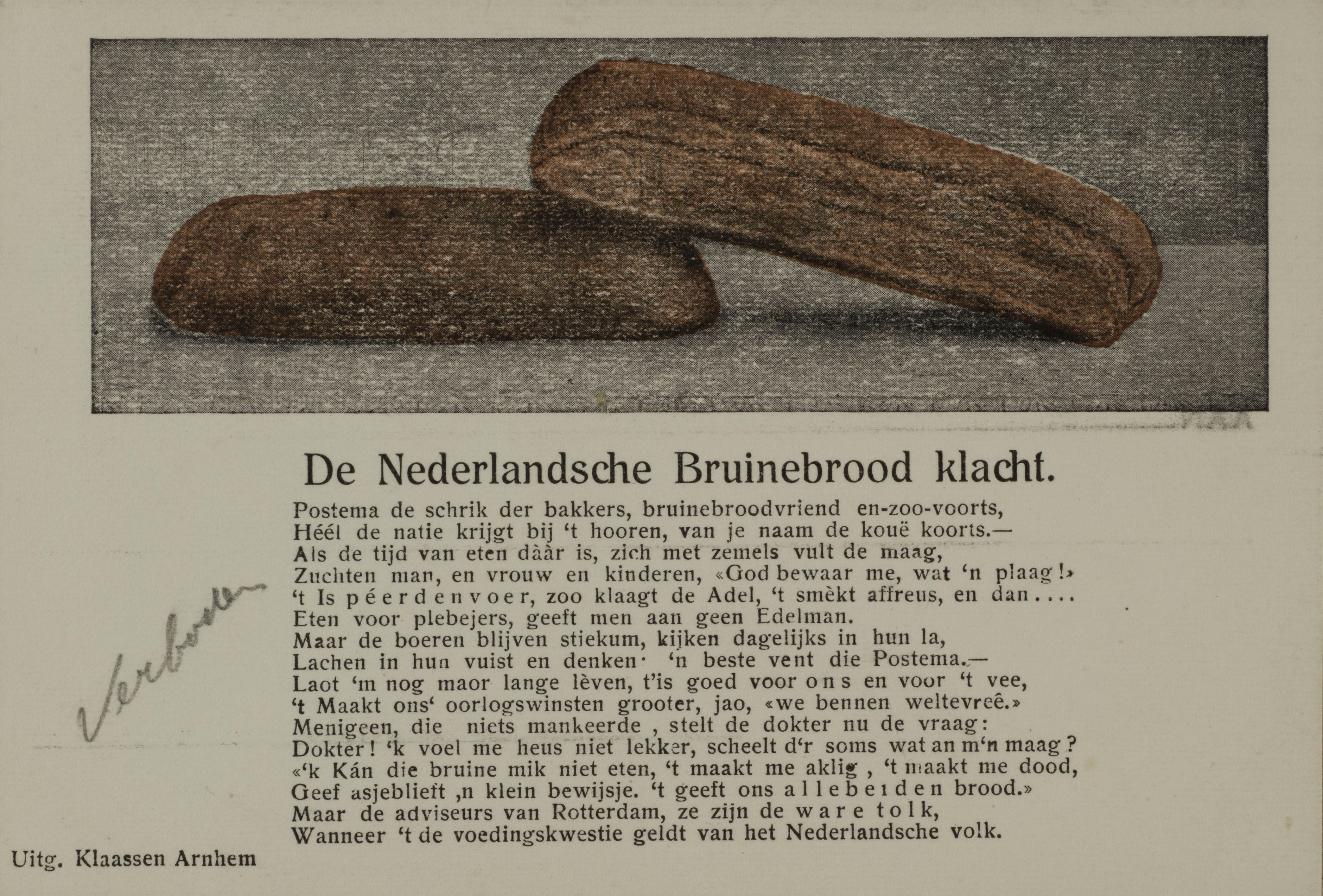
Regeringsbrood

Regeringsbrood, regeringswit of regeringstarwe, was brood dat Nederlandse bakkers verplicht waren te bakken met meel van vooral inlandse tarwesoorten en toevoegingen zoals aardappelmeel, roggemeel of peulvruchtenmeel.
Het op voorschrift van de regering samengestelde brood werd voor het eerst in 1916 gebakken. Vanwege de Eerste Wereldoorlog waren de grondstoffen schaars, en daarom was het brood ook op rantsoen. Dit product was minder luchtig en daardoor klef, het was anders van kleur en smaakte zurig. Naar de toenmalige minister van voedseldistributie Folkert Posthuma werd het in de volksmond Posthumacake genoemd.
Ook gedurende een groot deel van de Tweede Wereldoorlog werd de samenstelling van het brood door de overheid voorgeschreven, in de laatste maanden was de kwaliteit zeer slecht en werd soms zelfs houtzaagsel verwerkt. Na 1945 bleef regeringsbrood (vooral wit), naast de andere broodsoorten, tot ongeveer 1960 een begrip. De kwaliteit was goed, maar doordat het inlandse granen bevatte was het goedkoper.
Regeringsbrood dient niet verward te worden met het in de laatste maanden van de  Hongerwinter van 1945 op streng rantsoen verkrijgbare Zweeds wittebrood. Dat was gebakken van door de Zweedse regering via het Rode Kruis per schip naar het hongerlijdende westen van Nederland gestuurd meel.